# (3198) Валлония
(3198) Валлония (лат. Wallonia) — астероид, относящийся к группе астероидов пересекающих орбиту Марса и принадлежащий к светлому спектральному классу S. Он был открыт 30 декабря 1981 года французским астрономом F. Dossin в обсерватории Верхнего Прованса и назван в честь Валлонии, одного из регионов Бельгии.

Орбита астероида Валлония и его положение в Солнечной системе
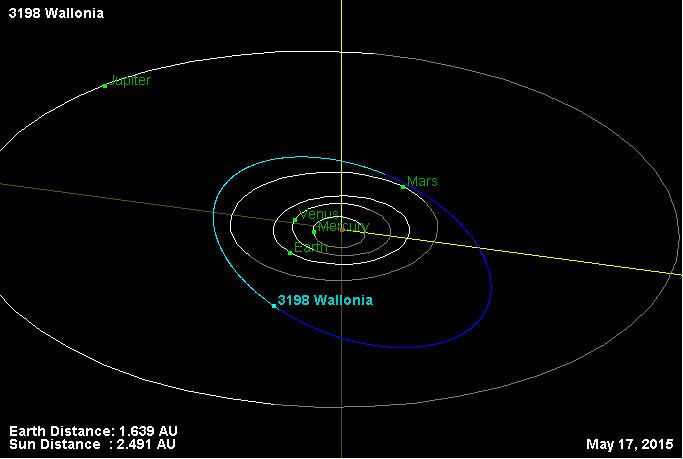
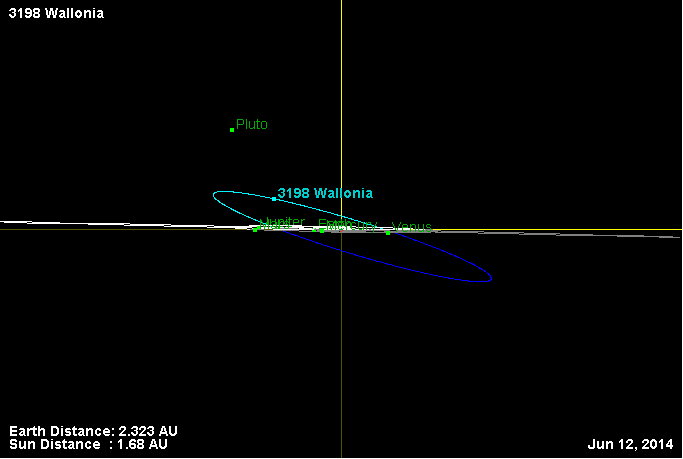